# NGC 3532
NGC 3532 (také známá jako Wishing Well Cluster (Studna přání) nebo Caldwell 91) je jasná otevřená hvězdokupa v jižním souhvězdí Lodního kýlu vzdálená přibližně 1 600 světelných let. Objevil ji francouzský astronom abbé Nicolas-Louis de Lacaille v roce 1751.

## Pozorování

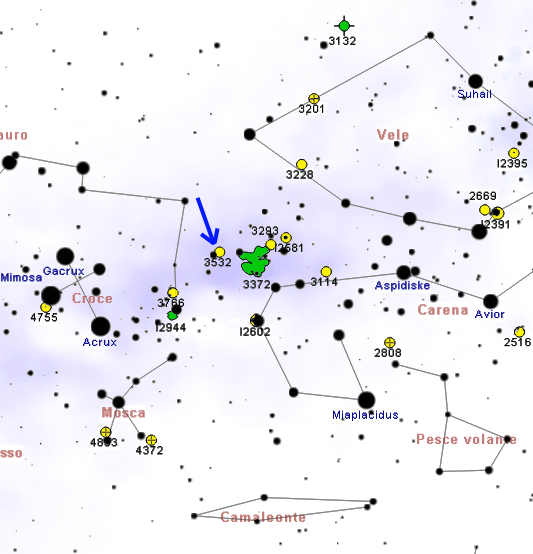
Poloha NGC 3532 v souhvězdí Lodního kýlu

Na obloze se nachází v severovýchodní části souhvězdí, 20' severozápadně od hvězdy s magnitudou 3,9 V382 Carinae. Hvězdokupa je velmi bohatá, viditelná pouhým okem jako jasná skvrna protažená východo-západním směrem a nachází se 3 stupně severovýchodně od jasné mlhoviny Carina. Pouhým okem je viditelná i za ne zcela tmavých nocí a dokonce i z příměstských oblastí. Již triedrem 10x50 je možné ji rozložit na spoustu slabých hvězd rozdělených do dvou skupin: chudší západní skupině vévodí dvě hvězdy osmé magnitudy a ve východní skupině vystupuje dvojhvězda sedmé magnitudy. Amatérský astronomický dalekohled ukáže stovky hvězd až do 12. magnitudy. Hvězdokupa je tak rozlehlá, že v okulárech s malým zorným polem není vidět celá najednou. Proto je k jejímu pozorování nejvhodnější triedr se středním zvětšením nebo ještě lépe malý hvězdářský dalekohled.
Kvůli její velké jižní deklinaci není hvězdokupa vůbec pozorovatelná v mnoha obydlených oblastech severní polokoule, jako je Evropa a téměř celá severní Amerika; v obydlených oblastech jižní polokoule je naopak cirkumpolární. Nejvhodnější období pro její pozorování na večerní obloze je od ledna do června.

## Historie pozorování
Tento nebeský objekt nalezl a popsal Nicolas-Louis de Lacaille v lednu 1752 a později byla pojmenována působivým jménem Studna přání, díky její podobnosti s blyštícími se stříbrnými mincemi na dně studny přání. Dá se předpokládat, že hvězdokupa byla pozorována již ve starověku, díky její značné jasnosti; navíc se v těch dobách v oblasti kolem Středozemního moře ukazovala nad obzorem a do jižnější polohy se dostala až později kvůli precesi zemské osy. Později ji znovu pozoroval James Dunlop, který ji sledoval dalekohledem z jižní polokoule, a po něm John Herschel, který ji zapsal do svého katalogu.

## Vlastnosti
Hvězdokupa obsahuje více než 670 hvězd, kterých je většina bílých spektrální třídy A, ale některé jsou žluté se spektrální třídou F. Metalicita jejích hvězd je podobná Slunci. NGC 3532 se nachází ve vzdálenosti kolem 1 600 světelných let a vůči okolním objektům se tedy nachází na pozadí, leží až v rameni Střelce Mléčné dráhy. Její celková magnituda je 3,0.
Její stáří je zhruba 300 milionů let, tedy uprostřed mezi stářím M37, která má 200 milionů let, a hvězdokupy Jesličky, staré 400 milionů let. Celková hmotnost hvězdokupy je kolem 2 000 hmotností Slunce a je zvláště bohatá na bílé hvězdy spektrální třídy A. Obsahuje také velké množství dvojhvězd, jak poznamenal už John Herschel.
Ve směru pohledu na tuto hvězdokupu se nenachází hustá mračna kosmického prachu, což umožňuje její snadné studování. Studie na nalezení a určení přítomnosti bílých trpaslíků v této hvězdokupě zjistila čtyři možné bílé trpaslíky.